# Hyperolius viridis
Hyperolius viridis es una especie de anfibios de la familia Hyperoliidae.
Habita en Tanzania y, posiblemente, en República Democrática del Congo, Malaui y Zambia.
Su hábitat natural incluye praderas húmedas o inundadas en algunas estaciones, praderas tropicales o subtropicales a gran altitud y marismas intermitentes de agua dulce.
Está amenazada de extinción por la pérdida de su hábitat natural.